# Оменцини
Оменцини (пол. Omięciny) — село в Польщі, у гміні Йонець Плонського повіту Мазовецького воєводства.
Населення — 222 особи (2011).
У 1975-1998 роках село належало до Цехановського воєводства.

## Демографія
Демографічна структура станом на 31 березня 2011 року:
|          | Загалом | Допрацездатний вік | Працездатний вік | Постпрацездатний вік |
| -------- | ------- | ------------------ | ---------------- | -------------------- |
| Чоловіки | 101     | 20                 | 73               | 8                    |
| Жінки    | 121     | 27                 | 71               | 23                   |
| Разом    | 222     | 47                 | 144              | 31                   |